# Janusz Urbańczyk
Janusz Stanisław Urbańczyk (ur. 19 maja 1967 w Kraszewie) – polski duchowny katolicki, nuncjusz apostolski w Zimbabwe.

## Życiorys
Urodził się w Kraszewie, w rodzinie Stanisława i Ireny z domu Urbańczyk. W 1986 uzyskał maturę w Liceum Ogólnokształcącym w Malborku. 16 czerwca tegoż roku został przyjęty do seminarium duchownego „Hosianum” w Olsztynie. 13 czerwca 1992 otrzymał święcenia kapłańskie i został inkardynowany do diecezji elbląskiej. W 1993 rozpoczął przygotowanie do służby dyplomatycznej na Papieskiej Akademii Kościelnej. Uzyskał doktorat z prawa kanonicznego.
W 1997 rozpoczął służbę w dyplomacji watykańskiej pracując kolejno jako sekretarz nuncjatur: w Boliwii (1997–2000), na Słowacji (2000–2004), w Nowej Zelandii (2004–2007); jako II radca w Kenii (2007–2010) i w Słowenii i Macedonii (2010–2012). W 2012 został pierwszym radcą w Przedstawicielstwie Stałego Obserwatora Stolicy Apostolskiej przy Organizacji Narodów Zjednoczonych w Nowym Jorku.
12 stycznia 2015 został mianowany przez papieża Franciszka stałym obserwatorem Stolicy Apostolskiej przy Biurze Narodów Zjednoczonych i Agencjach Wyspecjalizowanych w Wiedniu, będąc obserwatorem m.in. przy OBWE i Międzynarodowej Agencji Energii Atomowej.

### Episkopat
25 stycznia 2024 papież Franciszek mianował go nuncjuszem apostolskim w Zimbabwe oraz arcybiskupem tytularnym Voli.  Święcenia biskupie otrzymał 6 kwietnia 2024 w katedrze św. Mikołaja w Elblągu. Głównym konsekratorem był sekretarz stanu Stolicy Apostolskiej  Pietro Parolin, zaś współkonsekratorami arcybiskup Michael Wallace Banach, nuncjusz apostolski na Węgrzech, i Jacek Jezierski, biskup diecezjalny elbląski.